# MRGPRG
MRGPRG (англ. MAS related GPR family member G) – білок, який кодується однойменним геном, розташованим у людей на короткому плечі 11-ї хромосоми. Довжина поліпептидного ланцюга білка становить 289 амінокислот, а молекулярна маса — 31 518.
| 10         |  | 20         |  | 30         |  | 40         |  | 50         |
| ---------- |  | ---------- |  | ---------- |  | ---------- |  | ---------- |
| MFGLFGLWRT |  | FDSVVFYLTL |  | IVGLGGPVGN |  | GLVLWNLGFR |  | IKKGPFSIYL |
| LHLAAADFLF |  | LSCRVGFSVA |  | QAALGAQDTL |  | YFVLTFLWFA |  | VGLWLLAAFS |
| VERCLSDLFP |  | ACYQGCRPRH |  | ASAVLCALVW |  | TPTLPAVPLP |  | ANACGLLRNS |
| ACPLVCPRYH |  | VASVTWFLVL |  | ARVAWTAGVV |  | LFVWVTCCST |  | RPRPRLYGIV |
| LGALLLLFFC |  | GLPSVFYWSL |  | QPLLNFLLPV |  | FSPLATLLAC |  | VNSSSKPLIY |
| SGLGRQPGKR |  | EPLRSVLRRA |  | LGEGAELGAR |  | GQSLPMGLL  |  |            |

A: Аланін

C: Цистеїн

D: Аспарагінова кислота

E: Глутамінова кислота

F: Фенілаланін

G: Гліцин

H: Гістидин

I: Ізолейцин

K: Лізин

L: Лейцин

M: Метіонін

N: Аспарагін

P: Пролін

Q: Глутамін

R: Аргінін

S: Серин

T: Треонін

V: Валін

W: Триптофан

Кодований геном білок за функціями належить до рецепторів, g-білокспряжених рецепторів, білків внутрішньоклітинного сигналінгу. 
Локалізований у клітинній мембрані, мембрані.